# 도트 매트릭스

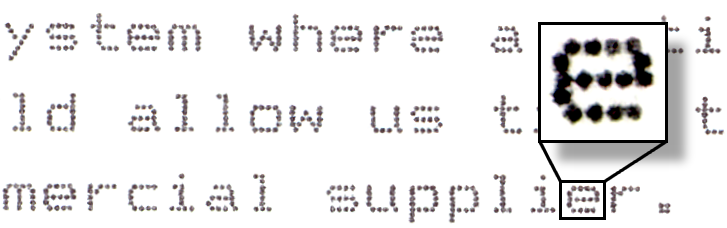
프린터로 생성된 도트 매트릭스 텍스트의 근접 촬영

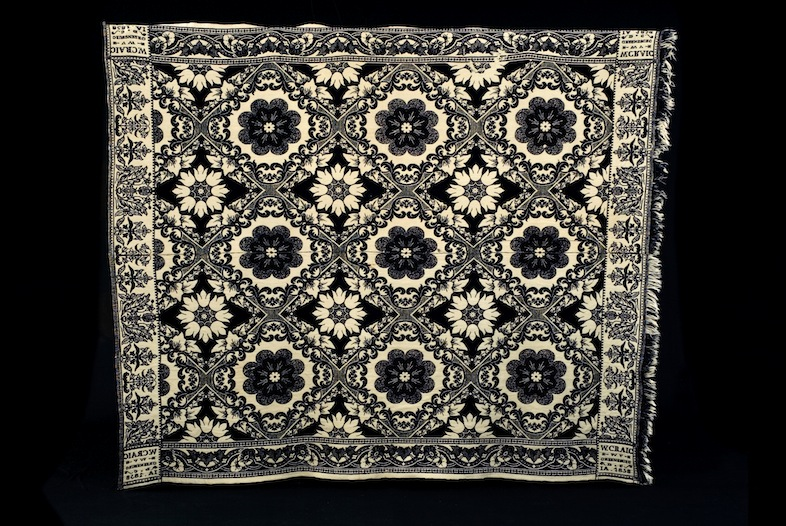
1858년 자카드 직조기의 천공 카드를 사용하여 직물에 짜여진 도트 매트릭스 패턴

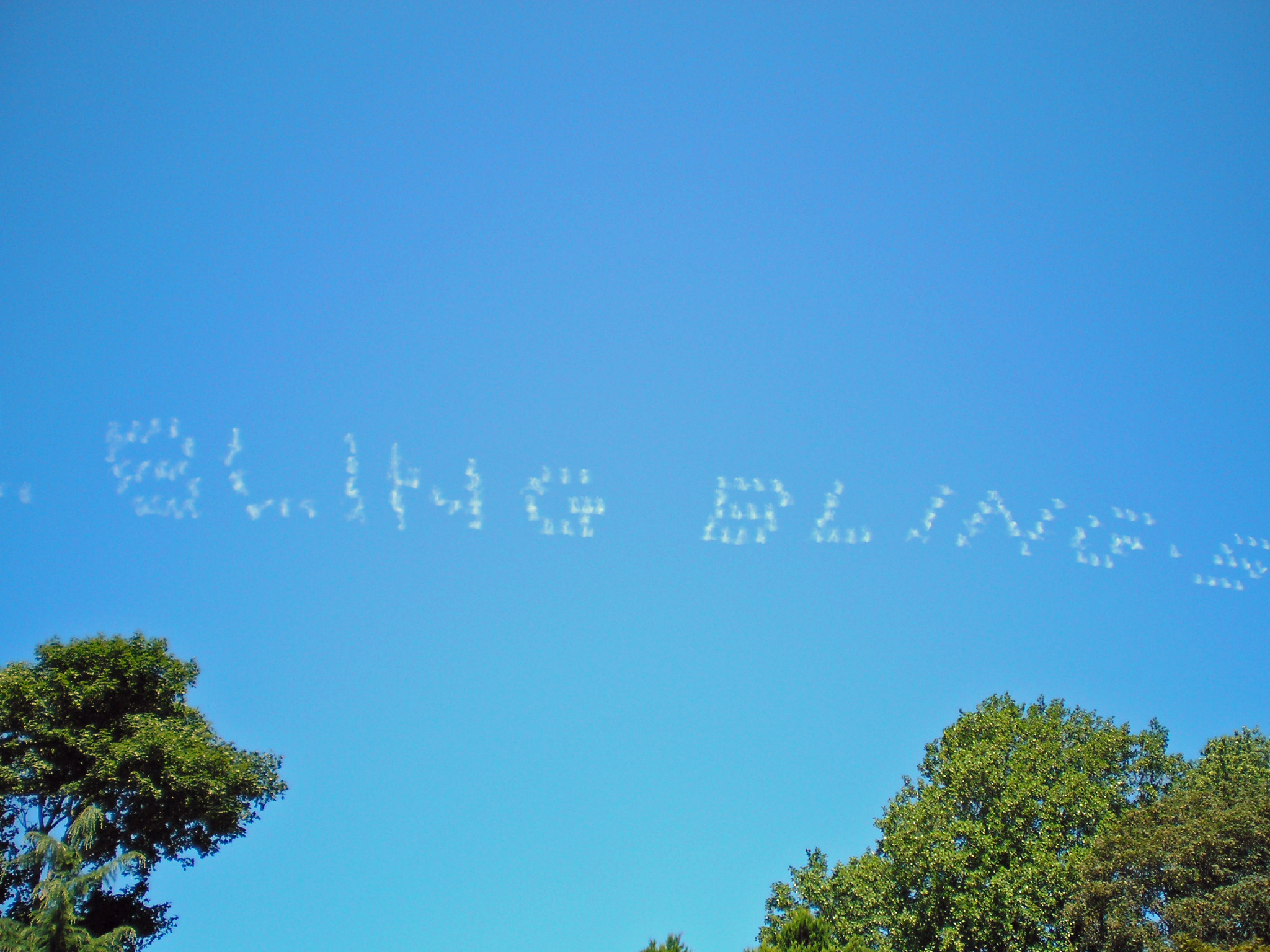
도트 매트릭스 스타일의 스카이라이팅

도트 매트릭스(dot matrix)는 문자와 기호, 이미지를 표현하는 데 사용되는 2차원 패턴 배열이다. 대부분의 현대 기술은 휴대폰, 텔레비전, 프린터를 포함하여 정보를 표시하는 데 도트 매트릭스를 사용한다. 이 시스템은 바느질, 뜨개질 및 직조와 같은 섬유에도 사용된다.
선과 곡선을 사용하는 대체 정보 표시 형태는 벡터 디스플레이로 알려져 있으며, 항공 교통 관제 레이더 디스플레이 및 펜 기반 플로터와 같은 초기 컴퓨팅 장치에 사용되었지만 더 이상 사용되지 않는다. 전자 벡터 디스플레이는 일반적으로 단색이었고, 닫힌 벡터 모양의 내부를 채우지 않거나, 펜 기반 플로터처럼 느리고 시간이 많이 소요되며 종종 비균일적인 모양 채우기를 수행했다.
프린터에서 점은 일반적으로 종이의 어두운 부분이다. 디스플레이에서 점은 LED, 브라운관, 또는 플라스마 디스플레이처럼 빛을 내거나, LCD처럼 어두워질 수 있다.

## 컴퓨터에서의 사용
현대 컴퓨터의 출력은 일반적으로 모두 도트 매트릭스(기술적으로 말하면) 형태이지만, 컴퓨터는 내부적으로 데이터를 도트 매트릭스 또는 선과 곡선의 벡터 패턴으로 저장할 수 있다. 벡터 데이터 인코딩은 글꼴 서체처럼 모양의 크기를 조정해야 하는 상황에서 더 적은 메모리와 더 적은 데이터 저장을 필요로 한다. 도트 매트릭스 글꼴만 사용하여 최대 이미지 품질을 얻으려면 사용될 수 있는 다양한 잠재적 포인트 크기에 대해 별도의 도트 매트릭스 패턴을 저장해야 할 것이다. 대신, 단일 벡터 모양 그룹을 사용하여 현재 디스플레이 또는 인쇄 작업에 필요한 모든 특정 도트 매트릭스 패턴을 렌더링한다.

### 모든 지점 주소 지정 가능
컴퓨터 모니터 또는 화소 배열로 구성된 모든 디스플레이 장치의 도트 매트릭스 맥락에서 모든 지점 주소 지정 가능(APA) 또는 픽셀 주소 지정 가능은 변경이 필요할 때마다 전체 배열 또는 문자 같은 영역을 다시 작성하는 대신 비트 또는 셀을 개별적으로 조작할 수 있는 배열을 의미한다.
일반적으로 텍스트 모드는 모든 지점 주소 지정 가능이 아닌 반면, 그래픽 모드는 그렇다. 더 강력한 컴퓨터 그래픽 하드웨어의 출현으로 텍스트 전용 디스플레이 모드의 사용 및 중요성이 감소했으며, 그래픽 모드에서는 일반적으로 모든 지점 주소 지정 가능이라는 것이 당연시된다.

## 프린터에서의 사용
도트 매트릭스 프린터 인쇄 과정에는 임팩트 프린터와 비임팩트 프린터 모두 도트 매트릭스 프린터가 포함될 수 있다.
거의 모든 현대 컴퓨터 프린터(임팩트 및 비임팩트)는 도트 매트릭스 형태로 출력을 생성하며, 다음을 사용할 수 있다.
- 레이저 프린터
- 잉크젯 프린터
- 도트 매트릭스 프린터

임팩트 도트 매트릭스 프린터를 제외하고는 다른 프린터에 해당 용어를 사용하는 것이 일반적이지 않다.
뉴욕 타임스가 "도트 매트릭스 임팩트 프린터"라고 부르지 않는 프린터는 도트 매트릭스 프린터라고 불리지 않는다. 임팩트 프린터는 다중 파트 용지가 필요한 경우에 사용되는데, 핀이 여러 겹의 용지를 통해 점을 눌러 먹지 사본을 만들어 보안 목적으로 사용할 수 있기 때문이다.
임팩트 프린터로서 이 용어는 주로 저해상도 임팩트 프린터를 지칭하며, 8, 9 또는 24개의 "핀" 열이 타자기 리본과 같은 잉크 함침 직물 리본을 종이에 때리는 방식이다. 원래는 데이지 휠 프린터와 고정형 엠보싱 금속 또는 플라스틱 스탬프를 사용하여 종이를 표시하는 라인 프린터와 대조되었다.
모든 유형의 전자 프린터는 일반적으로 두 단계 과정으로 이미지 데이터를 생성한다. 먼저 인쇄될 정보가 래스터 이미지 프로세서를 사용하여 도트 매트릭스로 변환되고, 출력은 래스터 이미지라고 불리는 도트 매트릭스이며, 이는 인쇄될 정보의 전체 페이지 렌더링이다. 래스터 이미지 처리는 어도비 포스트스크립트와 같은 페이지 기술 언어를 사용하여 프린터 자체에서 발생하거나, 사용자 컴퓨터에 설치된 프린터 드라이버 소프트웨어에 의해 수행될 수 있다.
1980년대 초 임팩트 프린터는 저해상도 내장 비트맵 글꼴을 사용하여 컴퓨터에서 전송된 원시 문자 데이터를 렌더링하고 한 번에 한 줄의 인쇄된 도트 매트릭스 데이터만 저장할 수 있는 간단한 형태의 내부 래스터 이미지 처리를 사용했다. 그래픽 이미지를 인쇄하는 것과 같은 외부 래스터 이미지 처리는 가능했지만 일반적으로 매우 느렸고 데이터는 한 번에 한 줄씩 임팩트 프린터로 전송되었다.
프린터 기술에 따라 점의 크기나 그리드 모양이 균일하지 않을 수 있다. 일부 프린터는 더 작은 점을 생성할 수 있으며 공간 위신호 제거를 위해 더 큰 점의 모서리 내부에 작은 점들을 섞어 넣는다. 일부 프린터는 프린트 헤드 전체에 걸쳐 고정된 해상도를 가지고 있지만, 기계식 용지 공급을 위한 훨씬 작은 미세 스테핑으로 인해 600×1200dpi와 같은 비균일한 점 겹침 인쇄 해상도가 발생한다.
도트 매트릭스는 종이 외의 다른 재료에 표시하는 데 유용하다. 제조업에서 많은 제품 표시 응용 분야는 도트 매트릭스 잉크젯 또는 임팩트 방식을 사용한다. 이는 데이터 매트릭스와 같은 2D 매트릭스 코드를 인쇄하는 데도 사용될 수 있다.

## LED 매트릭스

글자 W를 만들기 위해 행별로 스캔하는 LED 매트릭스 디스플레이

LED 매트릭스 또는 LED 디스플레이는 산업 및 상업 정보 디스플레이뿐만 아니라 취미용 인간-기계 인터페이스에도 유용한 대형 저해상도 도트 매트릭스 디스플레이 형태이다. 이는 음극이 행으로 연결되고 양극이 열로 연결된(또는 그 반대) 2차원 다이오드 매트릭스로 구성된다. 각 행과 열 쌍을 통해 흐르는 전류를 제어함으로써 각 LED를 개별적으로 제어할 수 있다. 다중화를 통해 행을 가로질러 스캔하고 LED를 빠르게 켜고 끔으로써 사용자에게 정보를 표시하는 문자나 그림을 만들 수 있다.
LED당 펄스율을 변경하여 디스플레이는 밝기 수준을 근사화할 수 있다. 다색 LED 또는 RGB 색상 LED는 풀 컬러 이미지 디스플레이로 사용할 수 있게 한다. 새로 고침 속도는 일반적으로 인간의 눈이 깜박임을 감지하지 못할 정도로 빠르다.
일반적인 LED 매트릭스와 OLED 디스플레이의 주요 차이점은 크고 낮은 해상도의 점이다. OLED 모니터는 기능적으로 동일하게 작동하지만, 훨씬 더 많은 점이 있고 모두 훨씬 작아서 표시되는 패턴에서 더 큰 세부 묘사가 가능하다.

## 같이 보기
- 도트 매트릭스 프린터 (또는 임팩트 매트릭스 프린팅), 컴퓨터 인쇄의 한 종류
- 도트 매트릭스 디스플레이, 디스플레이 장치의 한 종류
- 두 DNA 또는 단백질 서열의 정렬을 나타내는 표시 규칙
- QR 코드, 사각형 점들의 매트릭스